# Костюковка (Амурская область)
Костюко́вка — село в Свободненском районе Амурской области России. Административный центр Костюковского сельсовета.

## География
Село Костюковка стоит на берегу реки Голубая (правый приток реки Зея).
Село Костюковка расположено к западу от районного центра города Свободный.
Дорога к селу Костюковка идёт от города Свободный мимо сёл Новоивановка и Серебрянка, расстояние — около 39 км.
От села Костюковка на северо-запад идёт дорога сёлам Зиговка и Климоуцы; на юго-запад — к сёлам Малый Эргель и Сычёвка, затем далее на левый берег Амура.

## Население
| 2002 | 2010 | 2012 | 2013 | 2014 | 2015 | 2016 |
| ---- | ---- | ---- | ---- | ---- | ---- | ---- |
| 620  | ↘552 | ↘531 | ↗533 | ↘520 | ↘506 | ↘480 |
| 2017 | 2018 |      |      |      |      |      |
| ↘465 | ↘461 |      |      |      |      |      |

## Улицы
| - ул. Заречная, - ул. Лермонтова, - ул. Макарова, - ул. Набережная, | - ул. Народная, - ул. Новая, - пер. Речной. |